# Morning After Dark
Morning After Dark is een nummer van de Amerikaanse producer en rapper Timbaland uit 2009, in samenwerking met de Canadese zangeres Nelly Furtado en de Franse zangeres SoShy. Het is de eerste single van Timbalands derde studioalbum Timbaland Presents Shock Value II.
"Morning After Dark" werd wereldwijd een bescheiden hit. In de Amerikaanse Billboard Hot 100 had het niet zoveel succes, daar haalde het de 61e positie. In Europa was het nummer succesvoller. In de Nederlandse Top 40 haalde het een bescheiden 21e positie, en in de Vlaamse Ultratop 50 haalde het nummer 23.